# تام سنت فیت
تام سنت فیت (آلمانی: Tom Saintfiet؛ زادهٔ ۲۹ مارس ۱۹۷۳) یک مربی فوتبال اهل بلژیک است.